# Христо Черняєв
Христо Черняєв (болг. Христо Черняев, 3 лютого 1930, Варна — 8 січня 2021, Софія) — болгарський поет, есеїст.
Навчався в містах Бяла і Русе.
Працював завідувачем відділу поезії в літературних часописах «Пульс» та «Пломінь», головним редактором редакції болгарської літератури на Національному радіо.
Автор тридцяти семи поетичних книжок та збірок есеїстики: «Лірика», «Життя, що не вмирає», «Далекі вокзали», «Срібні світанки», «Ґерґьовський дощ», «На березі Янтри», «Старопланіські дні», «Узбережжя», «Порадіймо літу», «Пісочний перстень», «Голодні вірші», «Багаття», «Вершинами і стежками», «Апостоли болгарського духу» та інших.
Твори перекладені англійською, французькою, іспанською, арабською, хінді, російською та іншими мовами. Українською вірші Христо Черняева переклав Микола Мартинюк (м. Луцьк, Україна)
Член Спілки болгарських письменників.
Лауреат Міжнародної літературної премії імені Пантелеймона Куліша.